# Liparis tunicatus
Liparis tunicatus är en fiskart som beskrevs av Reinhardt, 1836. Liparis tunicatus ingår i släktet Liparis och familjen Liparidae. Inga underarter finns listade i Catalogue of Life.